# Epiactis adeliana
Epiactis adeliana is een zeeanemonensoort uit de familie Actiniidae.
Epiactis adeliana is voor het eerst wetenschappelijk beschreven door Carlgren & Stephenson in 1929.